# 176e division d'infanterie
La 176e division d'infanterie (en allemand : 176. Infanterie-Division ou 176. ID) également connue sous le nom de 176. Ersatz-Division est une des divisions d'infanterie de l'armée allemande (Wehrmacht) durant la Seconde Guerre mondiale.

## Historique
- 26 janvier 1943 : La Division Nr. 176 est formée à Bielefeld en Allemagne dans le Wehrkreis VI à partir des unités de remplacement de la Division Nr. 166
- Septembre 1944 : Les divisions sous le nom de code Valkyrie (Walküre) sont mobilisées avec 10 637 hommes chacune
- 1er novembre 1944 : La division est renommée en 176e division d'infanterie
- 8 mai 1945 : Elle est anéantie dans le secteur de Duisbourg dans la poche de la Ruhr par les forces américaines

## Organisation

### Commandants
| Date                                 | Grade           | Commandant                |
| ------------------------------------ | --------------- | ------------------------- |
| 1er février 1943 - 1er novembre 1944 | Generalleutnant | Berthold Stumm            |
| 1er novembre 1944 - 8 mai 1945       | Generalmajor    | Christian-Johannes Landau |

### Officiers d'opérations (Generalstabsoffiziere (Ia))
| Date                               | Grade      | Commandant       |
| ---------------------------------- | ---------- | ---------------- |
| 15 novembre 1944 - 10 février 1945 | Major i.G. | Lutz Sieglin     |
| 10 février 1945 - ? 1945           | Major i.G. | Hans-Helmut Keyl |

## Théâtres d'opérations
- Allemagne : Janvier 1943 - Septembre 1944
- Pays-Bas : Septembre 1944 - Janvier 1945
  - La division combat sur le front de l'Ouest comme élément du Groupe d'armées B, prenant part à la bataille de Maastricht contre les forces britanniques, ainsi que celle d'Arnhem. Plus tard, elle combat contre les unités de la 9e armée américaine le long de la Ligne Siegfried.
- Ouest de l'Allemagne : Janvier 1945 - Mai 1945
  - Après quelques réaménagements, elle est de nouveau en action contre les forces américaines, et finit la guerre avec ses derniers combats dans le secteur de Duisbourg dans la poche de la Ruhr avant d'être anéantie.

## Ordres de bataille
Décembre 1943
- Grenadier-Ersatz-Regiment 416
- Grenadier-Ersatz-Regiment 426
- Artillerie-Ersatz-Regiment 6
- Radfahr-Ersatz-Abteilung 15
- Fla-Ersatz- und Ausbildungs-Bataillon 46
- Heeres-Flakartillerie-Ersatz- und Ausbildungs-Abteilung 276
- Beobachtungs-Ersatz- und Ausbildungs-Abteilung 6
- Pionier-Ersatz- und Ausbildungs-Bataillon 6
- Pionier-Ersatz-Bataillon 26
- Pionier-Brücken-Ersatz-Bataillon 2
- Bau-Pionier-Ersatz- und Ausbildungs-Bataillon 6
- Fahr-Ersatz- und Ausbildungs-Abteilung 6
- Kraftfahr-Ersatz- und Ausbildungs-Abteilung 6

?
- Grenadier-Regiment 1218
- Grenadier-Regiment 1219
- Grenadier-Regiment 1220
- Divisions-Füsilier-Bataillon 176
- Artillerie-Regiment 1176
  - I. Abteilung
  - II. Abteilung
  - III. Abteilung
  - IV. Abteilung
- Panzerjäger-Abteilung 1176
- Nachrichten-Abteilung 1176
- Pionier-Bataillon 1176
- Feldersatz-Bataillon 1176
- Divisions-Versorgungs-Regiment 1176